# گووی
شهر گووی (به فرانسوی: Gouvy) در شهرستان بستونی در استان لوکزامبورگ در منطقه فدرال والوون در کشور بلژیک واقع شده‌است.